# Neumichtis archephanes
Espèce
Neumichtis archephanes est une espèce de lépidoptères (papillons) de la famille des Noctuidae. On la trouve en Australie, y compris en Tasmanie.

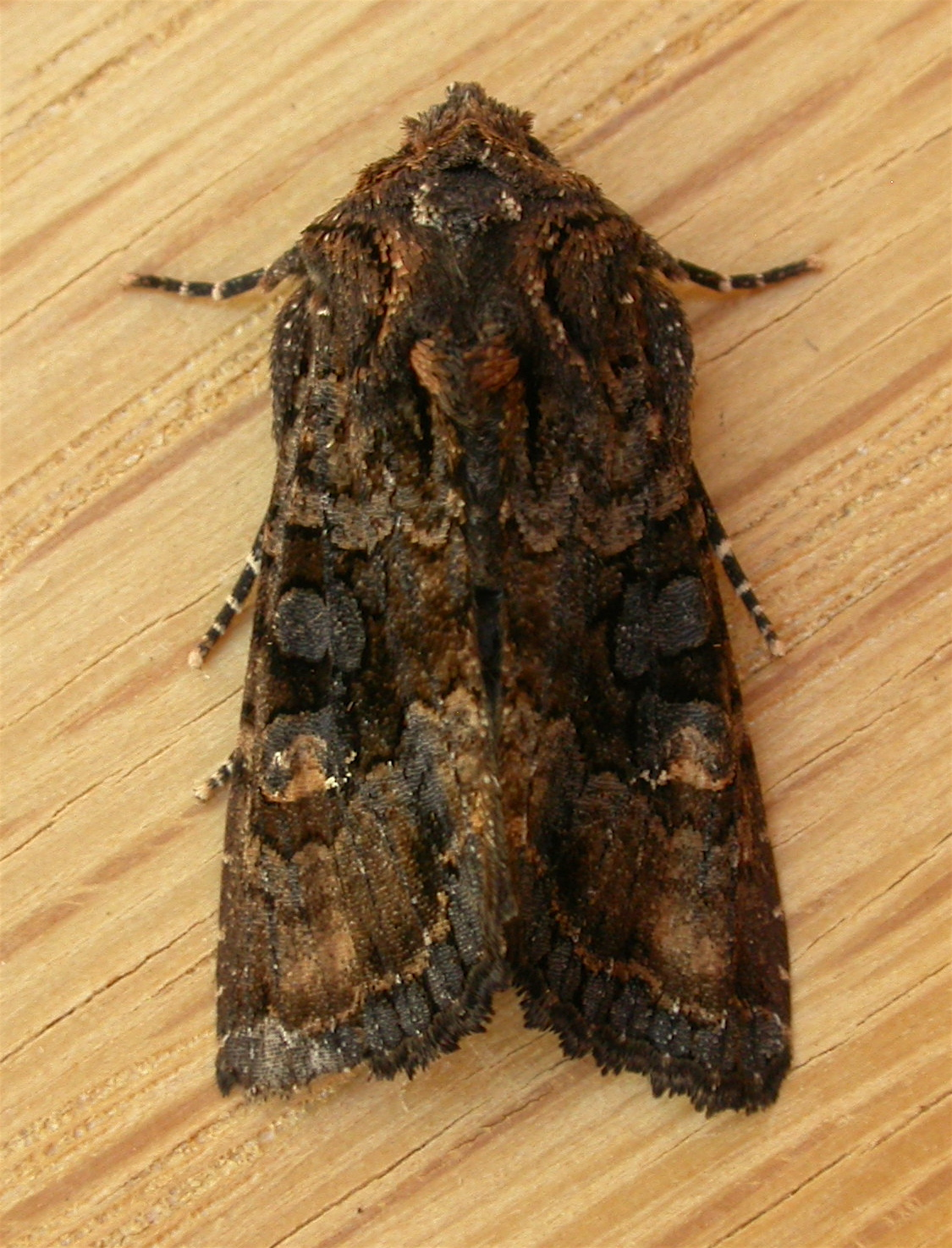
Imago en vue de dessus.